# Prematurenretinopathie
Prematurenretinopathie of retinopathia praematurorum, of het syndroom van Terry, (voorheen bekend als retrolentale fibroplasie (RLF)) is een aantasting van het netvlies (retina), het lichtgevoelige vlies achter in het oog, van te vroeg geboren kinderen. In het netvlies treedt een verstoring op van de uitgroei van de normale bloedvaten, wat kan leiden tot afwijkende bloedvaten. Deze trekken aan het netvlies, waardoor dit uiteindelijk plaatselijk of geheel los kan raken en zodoende tot blindheid kan leiden.

## Verloop
De ziekte ontstaat meestal in de vijfde tot zevende week na de vroeggeboorte. Bij de meeste kinderen treedt teruggang van de afwijkingen in het netvlies op, zonder blijvend zichtbare afwijkingen. Van de kinderen met een geboortegewicht minder dan 1000 gram ontwikkelt uiteindelijk ongeveer 30% littekenvorming en 8% een eindstadium (blindheid). Voor kinderen met geboortegewicht tussen de 1000 en 1500 gram liggen deze percentages op 2,5 respectievelijk 0,5 %.
Tijdens de zwangerschap groeien de bloedvaten in het netvlies geleidelijk uit naar de randen van het netvlies, vanuit het gebied rond de oogzenuw. Pas na een zwangerschapsduur van 38 tot 40 weken is de uitgroei van de bloedvaten in het netvlies voltooid. Te vroeg geboren kinderen hebben nog onvoltooide netvliesvaten, waarvan de verdere uitgroei verstoord kan raken. Hierbij zijn een aantal factoren van invloed: de zwangerschapsduur staat voorop (hoe korter de zwangerschap, des te hoger de kans op deze ziekte). Daarnaast zijn het optreden van ademhalingsstilstanden, ernstige infecties met hoge koorts, bloedtransfusies en tekort aan vitamine E tijdens de periode van belang, alsook het geboortegewicht, eventuele meerlingzwangerschappen en het aantal dagen en de wijze (met of zonder kunstmatige beademing) waarop zuurstof werd toegediend.
Er is tot op heden geen mogelijkheid om deze ziekte bij te vroeg geborenen te voorkomen.

## Trivia
Stevie Wonder is blind ten gevolge van deze aandoening.